# چینی‌های لسوتو
چینی‌های لسوتو گروهی از مهاجران و بازرگانان اهل چین هستند که در لسوتو اقامت دارند. این گروه عمدتاً در بخش خُرده‌فروشی، تولید پوشاک و مشاغل خدماتی مشغول به کار هستند.

## تاریخچه
در دههٔ ۱۹۹۰، تنش‌هایی میان شهروندان محلی و صاحبان کسب‌وکار خارجی در لسوتو شکل گرفت. در سال ۱۹۹۱، مرگ یک زن محلی که توسط نگهبانان یک فروشگاه تحت مالکیت آفریقای جنوبی مورد ضرب‌وشتم قرار گرفت، موجب بروز خشم ملی‌گرایانه در میان طبقهٔ فرودست شهری در ماسرو شد. این خشم علیه کسب‌وکارهای متعلق به مهاجران کره‌ای، تایوانی و همچنین لسوتویی‌های هندی‌تبار ابراز شد.
در نوامبر ۲۰۰۷، شورش‌هایی در پایتخت رخ داد که طی آن برخی بازرگانان محلی، فروشگاه‌های متعلق به چینی‌ها را هدف حمله قرار دادند. برخی سیاستمداران اپوزیسیون و رسانه‌ها نیز گفتمان ضدچینی را تشویق می‌کردند.

## کسب‌وکار
بیشتر مهاجران چینی در لسوتو در حوزه‌های خرده‌فروشی، عمده‌فروشی، فروشگاه‌های چندمنظوره و تولید پوشاک فعالیت دارند. در بسیاری از شهرها و حتی روستاهای کوچک لسوتو، کسب‌وکارهایی با مدیریت چینی‌ها وجود دارد.
یکی از بزرگ‌ترین صنایع داخلی لسوتو، صنعت نساجی است که عمدتاً تحت مدیریت مهاجران تایوانی اداره می‌شود.

## ادغام و جامعه
به‌گزارش نشریهٔ اکونومیست، حتی در مناطق دورافتاده‌ای چون موخوتلونگ، حضور بازرگانان چینی مشهود است. در این مناطق، مشاغلی نظیر جایگاه سوخت، سوپرمارکت، فروشگاه ابزارآلات، عمده‌فروشی‌ها و فروشگاه‌های لوازم خانگی به‌وسیلهٔ مهاجران چینی اداره می‌شوند.
رئیس انجمن بازرگانان چینی در لسوتو مدعی است که جامعهٔ چینی به‌خوبی با فرهنگ محلی تطبیق یافته، زبان سوتو را می‌آموزند و با مردم محلی روابط مناسبی دارند.
با این حال، انتقادهایی نسبت به عملکرد برخی کسب‌وکارهای چینی مطرح شده است. برخی شهروندان از کیفیت پایین کالاها و تخطی از قوانین کار و مالیات توسط برخی فروشگاه‌های چینی شکایت دارند. در سرمقاله‌ای از روزنامهٔ Lesotho Times نیز چنین نگرانی‌هایی بیان شده است.